# Franjevački svjetovni red
Franjevački svjetovni red ili FSR red (lat. Ordo Franciscanus Saecularis - OFS) ustanovljen je po nadahnuću i po uzoru na djelovanje svetoga Franje Asiškoga (1182. – 1226.). Sv. Franjo Asiški osnivač je triju Franjevačkih redova: Prvoga (muški, franjevci -redovnici), Drugoga (ženski, klarise - po sv. Klari) i Trećega (za ljude u svijetu). Zato se Franjevački svjetovni red (FSR) dugo nazivao i „Treći red sv. Franje“, a pripadnici toga Reda, „trećoreci“. U Franjino vrijeme i neposredno poslije njega to su bila braća i sestre koji su željeli živjeti po primjeru sv. Franje, ali ostajući u svijetu. Franjevački Svjetovni Red ima također svoj ustroj, odnosno vodstvo, svoja pravila, duhovnu svrhu u koje su uključeni i tzv. duhovni asistenti tj. svećenik - franjevac.
Poznati pripadnici Franjevačkoga svjetovnoga reda bili su: Anđela Merici, Elizabeta Portugalska, Ruža Viterbska, Ferdinand III., kastiljski kralj, Luj IX., kralj Francuske, Anđela iz Foligna, Sveti Rok, Brigita Švedska, Ivana Orleanska, Elizabeta Ugarska, Katarina Đenovska, Thomas More, Anđela Merici, Karlo Boromejski, Ivana Franciska de Chantal, Vinko Pallotti, Ivan Vianney, Ivan Bosco, papa Pio X., Franciska Cabrini, papa Ivan XXIII., Dante Alighieri, Vasco da Gama, Francesco Petrarca, Kristofor Kolumbo, Michelangelo Buonarroti, Miguel de Cervantes, Franz Liszt, Louis Pasteur, Antonio Gaudi i dr.

## Vanjske poveznice
- FSR Kaptol  Arhivirana inačica izvorne stranice od 17. ožujka 2008. (Wayback Machine)
- FSR Područno bratstvo Sv. Antuna Padovanskog  Arhivirana inačica izvorne stranice od 21. travnja 2007. (Wayback Machine)